# Lottie Dod
Charlotte 'Lottie' Dod (Bebington; Inglaterra, 24 de septiembre de 1871-Sway, Inglaterra; 27 de junio de 1960) fue una deportista británica conocida por sus éxitos en el tenis.
El libro Guinness de los récords la considera, junto con la atleta y golfista Babe Zaharias, la deportista más versátil de todos los tiempos. Charlotte Dod no sólo brilló como tenista, donde es, con su victoria en 1887 a los 16 años de edad, la vencedora de Wimbledon más joven de la historia, también ganó el British Ladies Amateur Golf Championship (Campeonato Británico Amateur de Golf), jugó en el equipo nacional de hockey del Reino Unido y ganó en los Juegos Olímpicos de 1908 la medalla de plata en tiro con arco. 

## Biografía

### Primeros años
Hija de Joseph y Margaret Dod, nació en Bebington, Cheshire. Su padre, originario de Liverpool se hizo rico con el comercio del algodón. El patrimonio familiar era el suficiente para proveer a sus cuatro hijos de todo lo que pudieran necesitar. Al igual que Charlotte, su hermano William Dod nunca trabajó.
Los cuatro hijos fueron destacados deportistas y buenos tenistas. El tenis fue un deporte que el inglés Walter Clopton Wingfield desarrolló a partir del Jeu de Paume y que patentó en 1874 como Sphairistike. El deporte ganó pronto en popularidad entre la clase rica de Gran Bretaña. En 1880, cuando Charlotte Dod tenía 9 años, ya había dos pistas de tenis cerca de su residencia, donde los cuatro hermanos jugaron de forma regular. Al igual que en el caso de Charlotte Dod, no fue el único deporte en el que destacaron. William Dod ganó en los Juegos Olímpicos de 1908 una medalla de oro. Annie Dod fue una buena jugadora de golf, patinadora sobre hielo y jugadora de billar. Tony Dod destacó en el ajedrez y en el tiro de arco.

### La tenista Charlotte Dod

#### Éxitos en el tenis

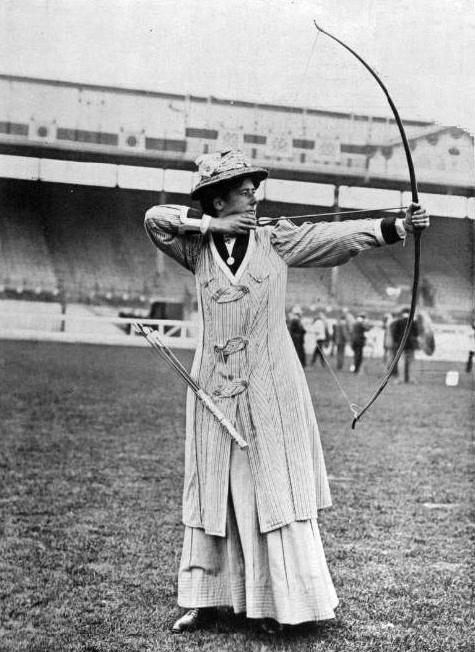
Lottie Dod, medalla de plata en tiro con arco femenino en Londres 1908.

En 1883, con 11 años, participó en un torneo de tenis. Junto a su hermana Annie, 8 años mayor, participó en los Northern Championships en Mánchester. Ambas perdieron en la primera ronda, pero ganaron el partido de consolación. Un periodista llegó a afirmar en ese momento que se volvería oír sobre Charlotte Dod en el futuro.
En 1885 participó Charlotte Dodd y ganó en fama porque jugó la final del mismo perdiendo de forma ajustada en la final ante la ganadora de Wimbledon Maud Watson por 8-6 y 7-5. La pareja de dobles femeninos ganadora fue la formada por Charlotte Dod y su hermana Annie. En el mismo torneo en Waterloo poco antes ya había ganado el dobles mixtos, el dobles femeninos y el individual femenino. Su rendimiento en estos torneos motivó que la prensa le denominara como Little Wonder (Pequeño Milagro).
A Charlotte Dod se le consideró en los siguientes dos años como una de las mejores jugadoras de tenis de Gran Bretaña. Ya en 1887 jugó a los 15 años de edad con Ernest Renshaw, quien ya había vencido en varias ocasiones en Wimbledon, el dobles mixtos. En 1887 Charlotte Dod participó por primera vez en el torneo de Wimbledon. Entonces sólo se registraron seis participantes. Charlotte Dod ganó la primera ronda sin problemas obteniendo así el derecho de retar a la campeona del torneo del año pasado, Blanche Bingley.
En 1888 jugaron ambas tenistas de nuevo en la final del torneo West of England. Los organizadores decidieron penalizar a Charlotte con 15 puntos de desventaja, algo que no le privó de la victoria. En la final del torneo de Wimbledon de ese año también se enfrentaron ambas tenistas y Charlotte Dodd volvió a ganar por 6-3, 6-3.
En 1889 sólo participó en el Northern Championship, el cual ganó y renunció a participar en el torneo de Wimbledon. Durante el torneo se encontraba con su hermana Annie y otro amigos en un tour de vela en la costa escocesa, viaje que no quiso interrumpir por el torneo. En 1890 no participó en ningún torneo y en 1891 ganó de nuevo en Wimbledon frente a Blanche Hillyard. 
En 1892 Charlotte Dod perdió su primer partido de tenis desde 1886 frente a Louise Martin en el Campeonato Irlandés. Fue la última derrota de las cinco que experimentó en su carrera deportiva. Volvió a ganar en Wimbledon frente a Blanche Hillyard.
1893 fue su última temporada en el circuito de tenis, participando sólo en dos torneos, los cuales ganaría. En ambos derrotó a Blanche Hillyard en 3 sets, aunque una caída en la final de Wimbledon puso en peligro su victoria. Charlotte Dod consiguió así 5 títulos de Wimbledon. Este récord lo rompió en 1900 Blanche Hillyard eingestellt, quien tras 6 derrotas frente a Charlotte Dod consiguió su sexto título en 1900. Suzanne Lenglen rompió en 1921 el récord de Charlotte Dod ganando en tres ediciones consecutivas de Wimbledon. 
Tras participar en el circuito femenino de tenis, jugó de forma esporádica contra hombres —que jugaban con una desventaja inicial de puntos—, con algunas victorias. Una de las victorias más espectaculares fue la victoria en dobles junto a Herbert Baddeley frente a Ernest Renshaw y George Hillyard.

#### Estilo de juego
El estilo de juego de Charlotte Dod resultaba por aquel entonces poco ortodoxo, si bien se aproxima al estilo actual. Fue una de las primeras tenistas que golpeaba la pelota antes de que ésta alcanzara el punto más alto tras rebotar en el suelo. También la forma con la que sostenía la raqueta resultaba poco habitual entonces, pues lo hacía con una sola mano.
Su juego se describe como extraordinariamente potente, si bien apenas se servía de golpes como el Topspin.

### Deporte de invierno y alpinismo

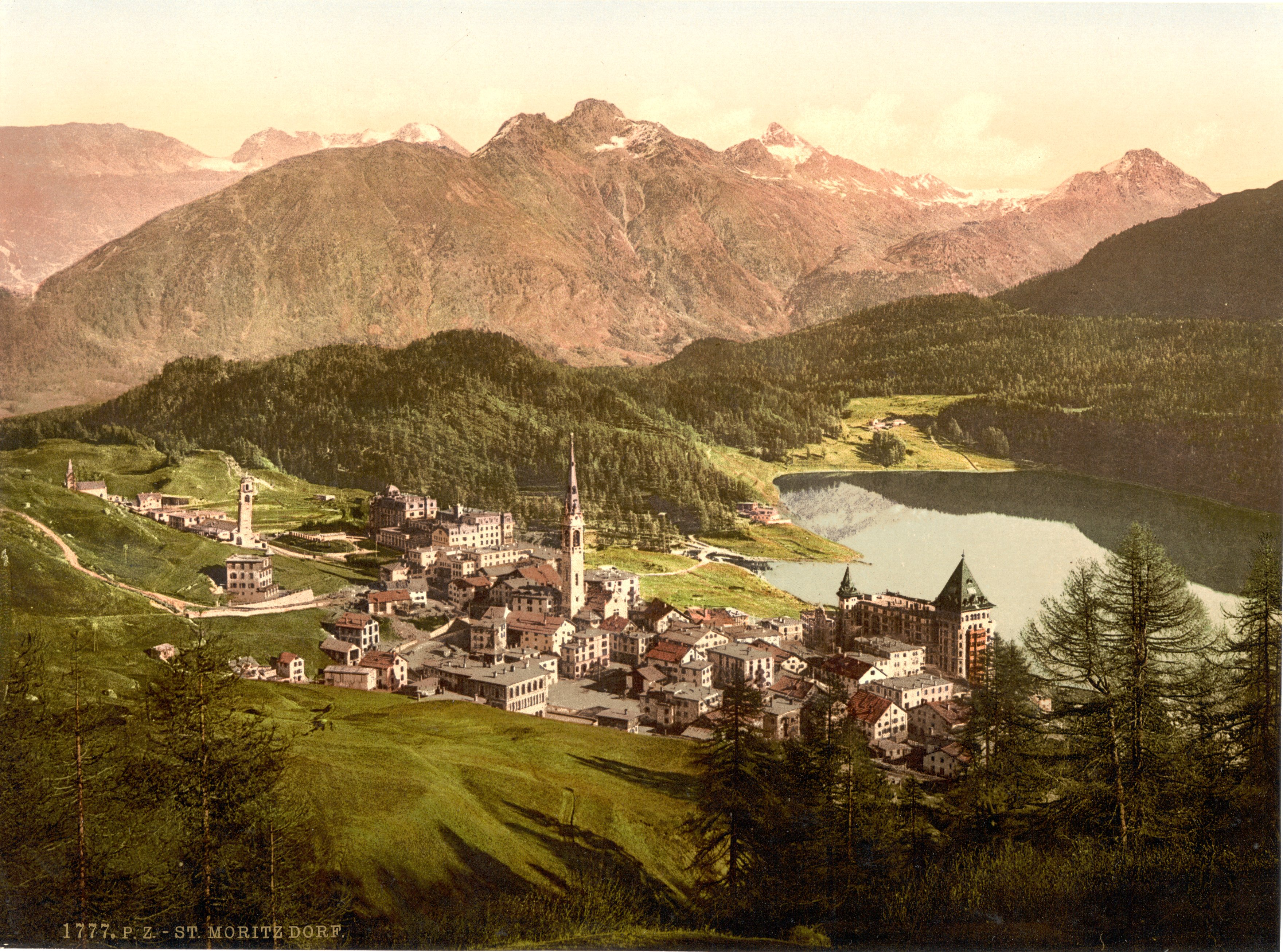
Sankt Moritz en 1900.

Aunque el tenis era su deporte favorito, en los años 1890 practicó muchos otros. En 1895 acompañó a su hermano Tony en un viaje a Sankt Moritz, muy popular por aquel entonces entre los ingleses para la práctica de deportes de invierno. Allí absolvió el famoso examen de Sankt Moritz en patinaje artístico femenino sobre hielo. Charlotte Dod también participó en Cresta Run una carrera de Bobsleigh en Sankt Moritz y se inició en el alpinismo junto con su hermano. En febrero de 1896 coronó por primera vez una cima sobre los 4000 metros.

### Citas
1. 1 2 3 4  Pearson, 1988, p. 13.
2. ↑  Pearson, 1988, p. 14.
3. ↑  Pearson, 1988, p. 18.
4. ↑  Pearson, 1988, p. 19.
5. ↑  Pearson, 1988, p. 26.
6. ↑  «Lottie Dod – the Youngest Winner of the Ladies’ Singles at Wimbledon». Sheffield Independent (en inglés). 14 de julio de 1887. Consultado el 24 de octubre de 2017.
7. 1 2 3  Pearson, 1988, p. 30.
8. ↑  «Tennis in England» (PDF). The New York Times. 8 de julio de 1892. Consultado el 24 de octubre de 2017.
9. ↑  Pearson, 1988, p. 33.